# John S. Marmaduke
John Sappington Marmaduke (14 de marzo de 1833 - 28 de diciembre de 1887) fue el 25.º gobernador de Misuri desde 1885 hasta su muerte en 1887. Durante la guerra civil estadounidense, fue un oficial superior del Ejército de los Estados Confederados que comandó la caballería en el Teatro Trans-Misisipi.
El 6 de septiembre de 1863, Marmaduke mató en un duelo al general de brigada confederado Lucius M. Walker. El general de división Sterling Price ordenó el arresto de Marmaduke, pero suspendió la orden debido al inminente avance de la Unión sobre Little Rock, Arkansas. Marmaduke nunca se enfrentó a un consejo de guerra por el duelo.

## Primeros años y educación
John Sappington Marmaduke nació el 14 de marzo de 1833 en el condado de Saline, Misuri, siendo el segundo hijo de diez hermanos]. Su padre, Meredith M. Marmaduke (1791-1864), fue el octavo gobernador de Misuri, sucediendo en el cargo tras el suicidio de su predecesor. La familia era bastante política, y el bisabuelo de Marmaduke, John Breathitt, había sido gobernador de Kentucky de 1832 a 1834, muriendo en el cargo.
Marmaduke asistió a la Academia Chapel Hill en el condado de Lafayette, Misuri, y al Masonic College en Lexington, Misuri, antes de asistir a la Universidad de Yale durante dos años y luego a la Universidad de Harvard durante otro año. El representante estadounidense John S. Phelps nombró a Marmaduke a la Academia Militar de los Estados Unidos, de la que se graduó en 1857, ocupando el puesto 30 de 38 estudiantes. Sirvió como subteniente en el 1.er. de Fusileros Montados de los Estados Unidos, antes de ser transferido al 2.º. de Caballería de los Estados Unidos bajo el mando del Coronel Albert Sidney Johnston. Posteriormente, Marmaduke sirvió en la Guerra de Utah y fue destinado a Camp Floyd, Utah, entre 1858 y 1860.

## Guerra Civil

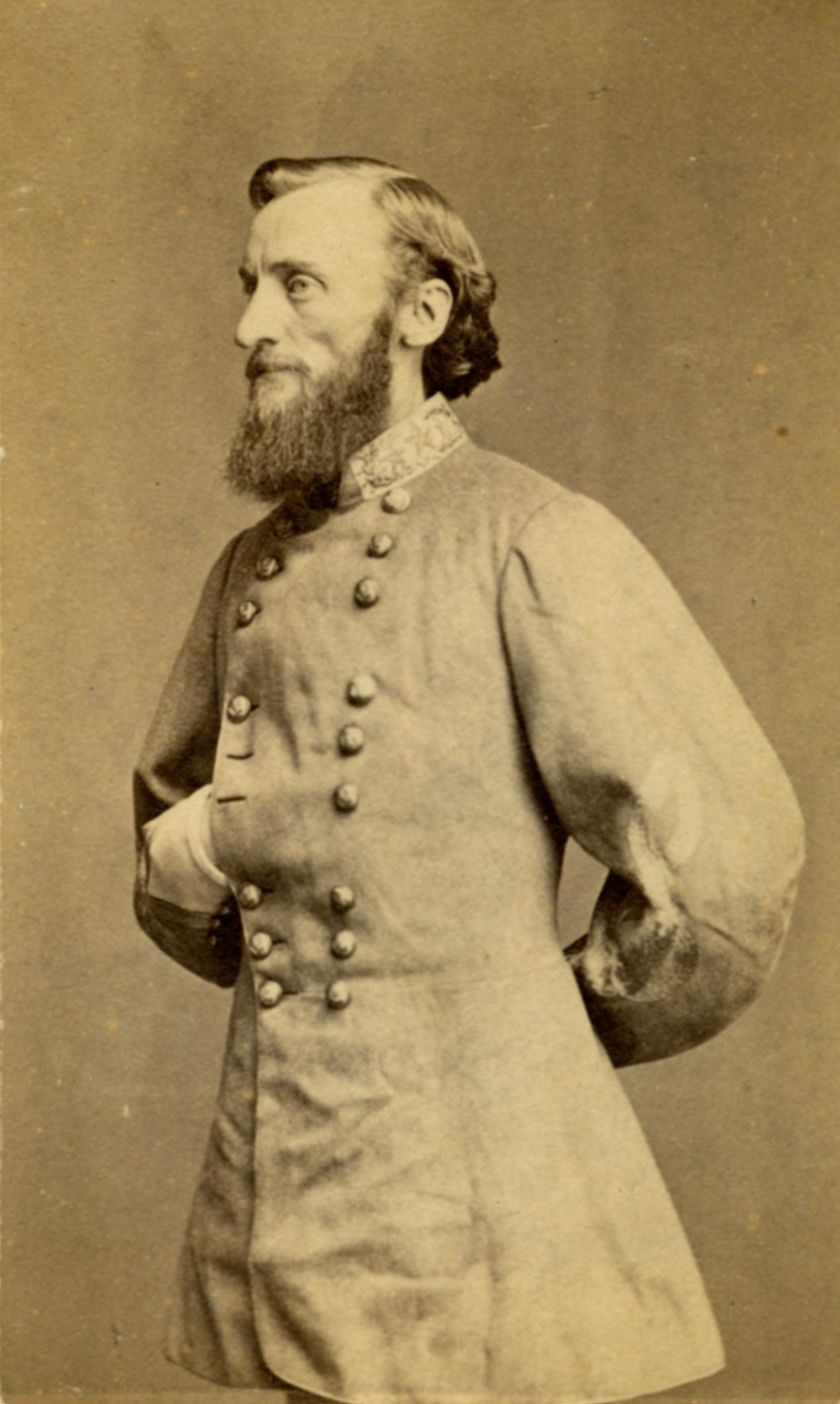
John S. Marmaduke de uniforme

Marmaduke estaba de servicio en el territorio de Nuevo México en la primavera de 1861 cuando recibió la noticia de que Misuri se había separado de la Unión. Regresó a casa para reunirse con su padre, un fuerte unionista. Posteriormente, Marmaduke decidió renunciar al Ejército de los Estados Unidos, con efecto en abril de 1861. El gobernador de Misuri, Claiborne F. Jackson, tío de Marmaduke, que estaba a favor de la secesión, no tardó en nombrarlo coronel del 1.er Regimiento de Fusileros, una unidad del condado de Saline, Misuri, en la Guardia Estatal de Misuri.
El gobernador Jackson partió de Jefferson City, Misuri, en junio, junto con el comandante de la Guardia Estatal, el general de división Sterling Price, para reclutar más tropas. Marmaduke y su regimiento se reunieron con ellos en Boonville, Misuri. En poco tiempo, Price y Jackson se marcharon, dejando a Marmaduke a cargo de una pequeña fuerza de milicianos. Marmaduke se dio cuenta de que sus tropas no estaban adecuadamente preparadas para el combate, pero el gobernador Jackson le ordenó que hiciera frente a las fuerzas de la Unión que habían entrado en el estado. Los 1.700 soldados del general de brigada federal Nathaniel Lyon, bien entrenados y equipados, derrotaron fácilmente a la fuerza de Marmaduke, poco entrenada y mal armada, en la batalla de Boonville el 17 de junio de 1861. La escaramuza fue apodada burlonamente "las carreras de Boonville" por los unionistas, ya que los reclutas de Marmaduke rompieron y huyeron tras 20 minutos de batalla.
Disgustado por la situación, Marmaduke renunció a su comisión en la Guardia Estatal de Misuri y viajó a Richmond, Virginia, donde fue comisionado como primer teniente en el ejército regular de los Estados Confederados. El Departamento de Guerra de la Confederación le ordenó que se presentara al servicio en Arkansas, donde pronto fue elegido teniente coronel del 1.er Batallón de Arkansas y sirvió en el personal del teniente general William J. Hardee, antiguo instructor de tácticas de infantería de la Academia Militar de los Estados Unidos. El antiguo comandante de la Guerra de los Mormones, Albert Sidney Johnston, le pidió que se uniera a su personal a principios de 1862. Marmaduke fue herido en acción en la Batalla de Shiloh como coronel del 3.º Regimiento Confederado, lo que le incapacitó durante varios meses.
En noviembre de 1862, el Departamento de Guerra confirmó el ascenso de Marmaduke a general de brigada. Su primera batalla como comandante de brigada fue en la batalla de Prairie Grove. En abril de 1863, Marmaduke partió de Arkansas con 5.000 hombres y diez piezas de artillería y entró en el Misuri controlado por la Unión. Sin embargo, fue rechazado en la batalla de Cape Girardeau y se vio obligado a regresar a Helena, Arkansas. En septiembre de 1863, acusó a su oficial superior inmediato, el general de brigada Lucius M. Walker, de cobardía en acción por no estar presente con sus hombres en el campo de batalla. Walker, menospreciado por el insulto, desafió a Marmaduke a un duelo, que resultó en la muerte de Walker el 6 de septiembre de 1863.
Más tarde, Marmaduke comandó una división de caballería en el Departamento Trans-Misisipi, sirviendo en la Campaña del Río Rojo. Al mando de una fuerza mixta de tropas confederadas, que incluía soldados nativos americanos de los regimientos 1 y 2 de Choctaw, Marmaduke derrotó a un destacamento de forrajeo de la Unión en la batalla de Poison Spring, Arkansas, el 18 de abril de 1864. Fue aclamado por la prensa confederada por lo que se publicitó como una importante victoria sureña.
Marmaduke comandó una división en la incursión del general de división Sterling Price entre septiembre y octubre de 1864 en Misuri, donde fue capturado en la batalla de Mine Creek en Kansas (por el soldado James Dunlavy del 3.º de Caballería de Iowa). Mientras era prisionero de guerra en la isla de Johnson en Ohio, Marmaduke fue ascendido a general de división en marzo de 1865. Fue liberado al finalizar la guerra. Su hermano menor, Henry Hungerford Marmaduke, sirvió en la Marina de los Estados Confederados, fue capturado y estuvo preso en la isla de Johnson. Más tarde sirvió al gobierno federal en las negociaciones con las naciones sudamericanas. Está enterrado en el Cementerio Nacional de Arlington. Otros dos hermanos Marmaduke murieron en la guerra civil estadounidense.

## Vida posterior y muerte
Marmaduke regresó a su casa en Misuri y se instaló en Carondelet, St. Louis. Trabajó brevemente para una compañía de seguros, cuya ética encontraba contraria a la suya. A continuación, editó una revista agrícola y acusó públicamente a los ferrocarriles de aplicar precios discriminatorios a los agricultores locales. El gobernador no tardó en nombrar a Marmaduke para la primera Comisión Ferroviaria del estado. Marmaduke decidió entrar en política, pero perdió la candidatura demócrata a gobernador en 1880 frente al ex general de la Unión Thomas T. Crittenden, que contaba con un fuerte apoyo y respaldo financiero de los ferrocarriles. Sin inmutarse, Marmaduke volvió a presentarse como candidato a gobernador cuatro años más tarde, en un momento en que la opinión pública había cambiado y la reforma y la regulación del ferrocarril estaban más en boga. Marmaduke llevó a cabo una campaña en la que destacaba su servicio confederado, hacía hincapié en los abusos cometidos por las tropas de la Unión contra los habitantes de Misuri durante la Guerra Civil, celebraba las actividades de las "guerrillas partidistas" pro-confederadas, como William Clarke Quantrill, y afirmaba que el Partido Republicano de Misuri era una herramienta de los "carpetbaggers" para oprimir a los "nativos" de Misuri. Fue elegido con una plataforma centrada oficialmente en la cooperación entre antiguos unionistas y confederados, prometiendo un programa que produciría un "Nuevo Misuri". Resolvió huelgas ferroviarias potencialmente paralizantes en 1885 y 1886. Al año siguiente, Marmaduke impulsó leyes en la legislatura estatal que finalmente comenzaron a regular la industria ferroviaria del estado. También impulsó de forma espectacular la financiación de las escuelas públicas del estado, destinando casi un tercio del presupuesto anual a la educación.
Marmaduke nunca se casó, y sus dos sobrinas ejercieron de azafatas en la mansión del gobernador. Al igual que su bisabuelo, murió mientras ejercía de gobernador. Contrajo una neumonía a finales de 1887 y murió en Jefferson City, Misuri, donde fue enterrado en el cementerio de Woodland.